# Marcus Gjøe Rosenkrantz
Marcus Gjøe Rosenkrantz (25. januar 1762 i Tvejd – 11. maj 1838 i Christiania (Oslo)) var en dansk-norsk adelsmand og politiker.

## Ophav
Marcus Gjøe Rosenkrantz var ud af den såkaldte Barritskov/Brusgård-linje af den store Rosenkrantz-slægt. Han blev opkaldt efter en ret fjern slægtning, diplomaten Marcus Giøe, der døde som sidste mandlige medlem af Giøe-slægten i 1698. Hans far var Otto Christian Rosenkrantz (1723-1785), som var officer ved forskellige norske regimenter og i 1780 blev kommandant på Vardøhus. I sit andet ægteskab med Karen Johanne (født Rønning) havde han tre sønner, af hvilke Marcus Gjøe Rosenkrantz som den yngste blev født på gården Vigvold i Tvejd ved Kristiansand. Hans ældste broder var den senere danske udenrigsminister Niels Rosenkrantz.

## Uddannelse og tidlige karriere
I årene 1776-1780 var han elev ved den kongelige norske militære matematiske skole. I 1781 blev han student fra Randers lærde Skole. Efter en arv fik Marcus Gjøe midlerne til at studere ved Københavns Universitet, hvorfra han i 1784 blev juridisk kandidat. Samme år blev han hofjunker og auskultant ved Overhofretten i Christiania. Fra 1785-1790 var han assessor ved samme ret.

## Godsejer i Danmark
Med midlerne fra en arv købte han i 1792 de forholdsvis beskedne herregårde Lerbæk og Skårupgård ved Frederikshavn. Gårdene var slet drevne og han frasolgte med det samme det tilhørende fæstegods. Allerede i 1794 solgte han også hovedgårdene for at vende tilbage til Norge. 

## Familieliv
Marcus Giøe Rosenkrantz var i 1791 blevet gift med Amalie Tugendreich von Barner. Hun døde på Lerbæk det følgende år blot otte dage efter, at hun nedkom med parrets eneste barn datteren Karen Rosenkrantz (1792-1837). Efter fire år som enkemand ægtede han 1796 Maren Juel, der havde været gift to gange før, hhv. med generalkrigskrigskommissær Peter Holter (1723-1786) og generalauditør Ole Christian Wessel (1744-1794). Fra sin første mand havde hun de norske godser Borregård, Hafslund og Ljan, der nu blev familiens hjem. I sit andet ægteskab fik Marcus Gjøe Rosenkrantz ingen børn. 

## Senere karriere
Efter hans tilbagevenden til Norge blev Marcus Gjøe Rosenkrantz 1794-97 magistratspræsident i Christiania. I 1799 fik han sæde i Akershus Stifts skifteret. I 1804 blev han udnævnt til kammerherre og amtmand over Frederiksstads og Smålenenes amter. 1807 indtrådte han i den norske regeringskommission. Samme år blev han tillige medlem af Overkriminalretten og formand for den norske finanskassedirektion. 1810-1812 var Rosenkrantz stiftsamtmand over Akershus stift og amtmand over Akershus Amt. Han deltog også i stiftelsen af Selskabet for Norges Vel, hvor han sad som direktør fra 1810. 1811 medlem af kommissionen for oprettelsen af et norsk universitet. I 1813 udnævntes han til enedirektør for rigsbankens norske afdeling. Samme år blev han afskediget som amtmand og 1814 blev han medlem regeringsrådet. Han deltog i stormandsmødet eller notabelmødet på Eidsvold 16. februar med henblik på etablering af en norsk forfatning. Efter den svenske konges valg til norsk konge forblev han foreløbig som medlem af det rekonstruerede statsråd, dog uden departement, alene som direktør for rigsbanken. I 1815 fik han efter eget ønske afsked som statsråd og direktør for rigsbanken. 
Han blev siden flere gange valgt til Stortinget.

## Hæder
Gaden Rosenkrantz' gate i det centrale Oslo er opkaldt efter ham.